# Karoline Olesen
Karoline Olesen (* 3. února 2005) je dánská profesionální fotbalistka, která hraje na pozici záložnice za švédský klub Malmö FF a za dánský ženský reprezentační tým do 23 let.

## Klubová kariéra
Karoline Olesen začala svou profesionální kariéru fotbalistky v klubu Fortuna Hjørring, kde debutovala jako 16-letá dívka a hned v prvním zápase vstřelila gól. Během dvou sezón odehrála 55 zápasů a získala ocenění Hráčka měsíce v Elitedivisionen. 
V srpnu 2023 přestoupila do anglického klubu Everton FC, kde odehrála 31 zápasů a vstřelila svůj první gól v lednu 2024 v utkání FA Cupu proti Aston Ville. Po dvou sezónách v Anglii oznámila v květnu 2025 odchod z klubu.
Dne 23. června 2025 podepsala 3,5 letou smlouvu se švédským týmem Malmö FF, kde bude nosit dres s číslem 28.

## Reprezentační kariéra
Olesen reprezentovala Dánsko na všech dívčích mládežnických úrovních:[zdroj⁠?!]
- U16: 6 zápasů
- U17: 5 zápasů
- U19: 21 zápasů (3 góly)
- U23: 2 zápasy

## Styl hry
Je známá svou technickou zdatnosti, přesnými přihrávkami a intenzivním pohybem po hřišti. Trenéři jí popisují jako hráčku, která dokáže udávat tempo hry a přináší klid do rozehrávky.[zdroj⁠?!]

## Osobní život
Karoline Olesen pochází z Alslevu, malé vesnice v jižním Jutsku v Dánsku. S fotbalem začínala ve Varde IF, odkud se přesunula do Dana Cup Academy v Hjørringu.
Na sociálních sítích sdílí momenty ze zápasů, tréninků i každodenního života, čímž si získala početnou fanouškovskou základnu.[zdroj⁠?!]